# خوسه ناپولس
خوسه ناپولس (اسپانیایی: José Nápoles‎; ۱۳ آوریل ۱۹۴۰ – ۱۶ اوت ۲۰۱۹) بوکسور اهل کوبا بود.